# مسجد دراسبري
مسجد دراسبري هو مسجد تاريخي يقع في شاباي نوابغانج في بنغلاديش،

## البناء
تم بناء المسجد في عام 1479 ويقع على بعد حوالي كيلومتر واحد إلى الجنوب الغربي من بوابة كوتوالي، وحوالي نصف كيلومتر إلى الغرب من مسجد سونا، ووفقا لنقش وجد على طوب المسجد فانه بني من قبل الياس شاهي سلطان شمس الدين يوسف شاه ابن بارباك شاه.

## العمارة
المسجد هو في الوقت الحاضر له سقف ايل للسقوط، حجم المسجد يعد ثالث أكبر مسجد في مدينة جاور لاخنوتي بعد مسجد سونا ومسجد غونتاتا، ويتكون المسجد من مبتى مستطيل الشكل مكون من جزأين، وللمسجد شرفة من الأمام من ناحية الشرق بالإضافة لقاعة الصلاة الرئيسية إلى الغرب منها، وكلها يجري تقسيمها طوليا، وتحتوي على صحن واسع يفصل بين الشرق والغرب.
خارجيا يبلغ قياس المسجد 34 متر طولا وحوالي 20.6 متر عرضا، وداخليا يبلغ قياس المسجد 30.3 متر طولا وحوالي 11.7 متر عرضا، بني المسجد من الطوب ولكن الركائز بنيت من الحجر، وتمت تغطية سقف المسجد مع شرفة بعدد 24 قبة، ولكن في الوقت الحاضر قد انخفض السقف إلى الأسفل، يتم الوصول إلى قاعة الصلاة من الجهة الشرقية بعدد سبع فتحات، من ناحية أخرى هناك ثلاثة قناطر مدببة في الجدار الجنوبي واثنان في الجدار الشمالي، داخل غرفة الصلاة وهناك بقايا من معرض ملكي إلى الركن الشمالي الغربي من المسجد، يحتوي جدار القبلة على إحدى عشر محراب اثنين من هؤلاء ينتمون إلى المعرض الملكي في الطابق العلوي، وكان المسجد مزخرف بزخارف طينية، بعض اللوحات الفخارية لا تزال مرئية على سطح الجدار الخارجي الغربي والجنوبي.

## وصلات خارجية
- عن المسجد
- مقالة مفصلة مسجد دراسبري
- كتاب  Sultans and Mosques: The Early Muslim Architecture of Bangladesh